# Hög, Kävlinge kommun
Hög [høj] är en småort i Kävlinge kommun och kyrkby i Högs socken i Skåne. Orten är belägen längs vägen mellan Kävlinge och Löddeköpinge, nordväst om Kävlingeån.